# Senecio lugens
Senecio lugens là một loài thực vật có hoa trong họ Cúc. Loài này được Richardson miêu tả khoa học đầu tiên năm 1823.